# ألعاب أوروبا
الألعاب الرياضية في أوروبا تشير إلى جميع البطولات والمنافسات الرياضية التي تُقام في القارة الأوروبية، سواء على مستوى الفرق، الأندية، أو المنتخبات الوطنية، وتشمل جميع الألعاب الأولمبية والقارية.

## تاريخ الرياضة في أوروبا
بدأت الرياضات المنظمة في أوروبا منذ القرن التاسع عشر، مع إنشاء أولى النوادي الرياضية والمسابقات الوطنية، مثل كرة القدم، التنس، والملاكمة. شهد القرن العشرون تطوراً كبيراً مع ظهور البطولات القارية مثل دوري أبطال أوروبا وبطولات أمم أوروبا، بالإضافة إلى إنشاء اللجنة الأولمبية الأوروبية وتنظيم الألعاب الأوروبية.

## الألعاب الأولمبية الأوروبية
الألعاب الأوروبية هي حدث متعدد الرياضات يُقام كل أربع سنوات تحت إشراف اللجنة الأولمبية الأوروبية، ويشارك فيه الرياضيون من جميع دول أوروبا. أول دورة كانت في بروكسل عام 2015، وشملت رياضات مثل كرة القدم، السباحة، ألعاب القوى، الجمباز، الجودو، ورفع الأثقال.

## البطولات الأوروبية الكبرى

### كرة القدم
- دوري أبطال أوروبا: أقوى مسابقة للأندية في القارة.
- كأس الاتحاد الأوروبي / الدوري الأوروبي: بطولة للأندية الأوروبية المشاركة في الدوري المحلي.
- بطولة أمم أوروبا: بطولة المنتخبات الوطنية الأوروبية كل أربع سنوات.

### كرة السلة
- دوري أبطال أوروبا لكرة السلة: بطولة الأندية القارية.
- بطولة أوروبا لكرة السلة: بطولة المنتخبات الوطنية كل أربع سنوات.

### الألعاب الشتوية
- بطولة أوروبا للتزلج: تشمل التزلج على الجليد والتزلج الفني.
- كأس أوروبا للتزلج على الثلج: منافسات قارية في رياضات الثلج.

### ألعاب القوى
- بطولة أوروبا لألعاب القوى: منافسات قارية تضم جميع ألعاب المضمار والميدان.
- دوري أوروبا لألعاب القوى: بطولة فرق قارية.

### الرياضات الفردية الأخرى
- كرة الطاولة، التنس، الجودو، المبارزة، رفع الأثقال: جميعها لها بطولات أوروبية منتظمة.

## الهيئات الرياضية الأوروبية
- اللجنة الأولمبية الأوروبية: تنظيم الألعاب الأوروبية والإشراف على المنتخبات.
- الاتحاد الأوروبي لكرة القدم (UEFA): تنظيم البطولات الأوروبية لكرة القدم.
- الاتحاد الأوروبي لكرة السلة (FIBA Europe): تنظيم بطولات كرة السلة القارية.
- اتحادات رياضية متخصصة لكل رياضة فردية (التنس، الجودو، المبارزة…).

## تأثير الرياضة في أوروبا
تلعب الرياضة دوراً كبيراً في الثقافة الأوروبية، من حيث:
- تعزيز الوحدة القارية والتنافس الشريف.
- دفع التنمية الاقتصادية عبر البطولات الكبرى والسياحة الرياضية.
- تطوير البرامج الشبابية والهواة.